# Пояловиці
Пояловиці (пол. Pojałowice) — село в Польщі, у гміні Мехув Меховського повіту Малопольського воєводства.
Населення — 314 осіб (2011).
У 1975-1998 роках село належало до Келецького воєводства.

## Демографія
Демографічна структура станом на 31 березня 2011 року:
|          | Загалом | Допрацездатний вік | Працездатний вік | Постпрацездатний вік |
| -------- | ------- | ------------------ | ---------------- | -------------------- |
| Чоловіки | 165     | 49                 | 93               | 23                   |
| Жінки    | 149     | 30                 | 77               | 42                   |
| Разом    | 314     | 79                 | 170              | 65                   |